# Emilio Gentile
Pour les articles homonymes, voir Gentile.
Emilio Gentile (né le 31 août 1946 à Bojano) est un professeur d'histoire contemporaine à l'université de Rome « La Sapienza ». Auparavant, il a enseigné en Australie, en France et aux États-Unis.
Ses travaux portent principalement sur le fascisme italien, le totalitarisme et le concept de religion politique. Il a également consacré des études à Machiavel et à l'historien italien Renzo De Felice.
Il considère le fascisme comme une sorte de religion politique. Interrogé par un journaliste sur la définition qu'il en donne, il répond « Le fascisme, c’est à la fois le totalitarisme, la militarisation et la volonté impérialiste. »

## Publications

### Originales en italien
- «La Voce» e l'età giolittiana, Milano, Pan, 1972.
- Le origini dell'ideologia fascista (1918-1925), Bari, Laterza, 1975; Bologna, il Mulino, 1996.  (ISBN 88-15-04802-2).
- Mussolini e La voce, a cura di, Firenze, Sansoni, 1976.
- Storia dell'Italia contemporanea, II, L'età giolittiana, 1899-1914, Napoli, Edizioni scientifiche italiane, 1977.
- L'Italia giolittiana. La storia e la critica, a cura di, Roma-Bari, Laterza, 1977.
- L'antigiolittismo e il mito dello Stato nuovo, in Aldo A. Mola (a cura di), Istituzioni e metodi politici dell'eta giolittiana. Atti del Convegno nazionale. Cuneo, 11-12 novembre 1978, Torino, Centro studi piemontesi, 1979.
- Alfredo Rocco, in Uomini e volti del fascismo, Roma, Bulzoni, 1980.
- Il mito dello Stato nuovo dall'antigiolittismo al fascismo, Roma-Bari, Laterza, 1982; 1999.  (ISBN 88-420-5857-2).
- Storia del Partito fascista. 1919-1922. Movimento e milizia, Roma-Bari, Laterza, 1989.  (ISBN 88-420-3405-3).
- Storia d'Italia dall'unità alla Repubblica, III, L'Italia giolittiana. 1899-1914, Bologna, il Mulino, 1990.
- Il culto del littorio. La sacralizzazione della politica nell'Italia fascista, Roma-Bari, Laterza, 1993.  (ISBN 88-420-4140-8); 2001.  (ISBN 88-420-6323-1).
- La via italiana al totalitarismo. Il partito e lo Stato nel regime fascista, Roma, NIS, 1995.  (ISBN 88-430-0279-1); Roma, Carocci, 2008.  (ISBN 978-88-430-4576-1).
- La grande Italia. Ascesa e declino del mito della nazione nel ventesimo secolo, Milano, Mondadori, 1997.  (ISBN 88-04-39787-X); Roma-Bari, Laterza, 2006.  (ISBN 88-420-7856-5).
- Fascismo e antifascismo. I partiti italiani fra le due guerre, Firenze, Le Monnier, 2000.  (ISBN 88-00-85720-5).
- Le religioni della politica. Fra democrazie e totalitarismi, Roma-Bari, Laterza, 2001.  (ISBN 88-420-6069-0).
- Fascismo. Storia e interpretazione, Roma-Bari, Laterza, 2002.  (ISBN 88-420-6771-7).
- L'umiltà di uno storico del novecento. Profilo di Renzo de Felice: il personaggio, il professore, lo storico, in Luigi Goglia e Renato Moro (a cura di), Renzo De Felice. Studi e testimonianze, Roma, Edizioni di storia e letteratura, 2002.  (ISBN 88-87114-81-1).
- Repertorio biografico dei senatori dell'Italia fascista, a cura di e con Emilia Campochiaro, 5 voll., Napoli, Bibliopolis, 2003.  (ISBN 88-7088-452-X).
- Le origini dell'Italia contemporanea. L'età giolittiana, Roma-Bari, Laterza, 2003.  (ISBN 88-420-6772-5).
- Renzo De Felice. Lo storico e il personaggio, Roma-Bari, Laterza, 2003.  (ISBN 88-420-6928-0).
- Il fascismo in tre capitoli, Roma-Bari, Laterza, 2004.  (ISBN 88-420-7323-7).
- Cos'è la religione oggi?, con Giovanni Filoramo e Gianni Vattimo, Pisa, ETS, 2005.  (ISBN 88-467-1172-6).
- La mistica fascista e la via italiana al totalitarismo, in Anna Maria Casavola, Nicoletta Sauve e Maria Trionfi (a cura di), Sopravvivere liberi. Atti del convegno di studi. Roma 12 marzo 2002, Roma, ANEI, 2005.
- La democrazia di Dio. La religione americana nell'era dell'impero e del terrore, Roma-Bari, Laterza, 2006.  (ISBN 88-420-8051-9).
- Il fascino del persecutore. George L. Mosse e la catastrofe dell'uomo moderno, Roma, Carocci, 2007.  (ISBN 978-88-430-4191-6).
- Fascismo di pietra, Roma-Bari, Laterza, 2007.  (ISBN 978-88-420-8422-8).
- L'apocalisse della modernità. La grande guerra per l'uomo nuovo, Milano, Mondadori, 2008.  (ISBN 978-88-04-45534-9).
- Modernità totalitaria. Il fascismo italiano, a cura di, Roma-Bari, Laterza, 2008.  (ISBN 978-88-420-8793-9).
- "La nostra sfida alle stelle". Futuristi in politica, Roma-Bari, Laterza, 2009.  (ISBN 978-88-420-8840-0).
- Alfredo Rocco. Dalla crisi del parlamentarismo alla costruzione dello Stato nuovo, a cura di e con Fulco Lanchester e Alessandra Tarquini, Roma, Carocci, 2010.  (ISBN 978-88-430-5542-5).
- Contro Cesare. Cristianesimo e totalitarismo nell'epoca dei fascismi, Milano, Feltrinelli, 2010.  (ISBN 978-88-07-11107-5).
- Né stato né nazione. Italiani senza meta, Roma-Bari, Laterza, 2010.  (ISBN 978-88-420-9321-3).
- Italiani senza padri. Intervista sul Risorgimento, Roma-Bari, Laterza, 2011.  (ISBN 978-88-420-9499-9).
- E fu subito regime. Il fascismo e la marcia su Roma, Roma-Bari, Laterza, 2012.  (ISBN 978-88-420-9577-4).
- Due colpi di pistola, dieci milioni di morti, la fine di un mondo. Storia illustrata della grande guerra, Laterza, 2014  (ISBN 978-88-58-11045-4).
- Chi è fascista, Economica Laterza, 2022. (ISBN 9788858147818).

### Traductions françaises
- « Machiavel et l'historisme », dans France Forum, mai-juin 1975.
- Le Protocole ou la mise en forme de l'ordre politique, Paris, L'Harmattan, 1997.
- La Religion fasciste, Perrin, coll. « Terre d'histoire », 2002, 354 p. (ISBN 978-2-262-01852-8)
- « Qu'est-ce que le fascisme ? », Entretien avec Emilio Gentile, dans La Nouvelle Revue d'histoire, mai-juin, 2003.
- Qu'est-ce que le fascisme ? : Histoire et interprétation [« Fascismo. Storia e interpretazione »], Folio, coll. « Histoire », 2004, 544 p. (ISBN 978-2-07-030387-8)
- La voie italienne au totalitarisme : Le Parti et l'Etat sous le régime fasciste [« La via italiana al totalitarismo. Il partito e lo Stato nel regime fascista »], Editions du Rocher, 2004, 395 p. (ISBN 978-2-268-05204-5)
- Les religions de la politique : Entre démocraties et totalitarismes [« Fascismo. Storia e interpretazione »], Seuil, coll. « La couleur des idées », 2005, 301 p. (ISBN 978-2-02-058045-8)
- L'Apocalypse de la modernité : La Grande Guerre et l'homme nouveau [« L'apocalisse della modernità. La grande guerra per l'uomo nuovo »]  (trad. de l'italien), Paris, Aubier, coll. « Historique », 2011, 415 p. (ISBN 978-2-7007-0401-3)
- Pour ou contre César ? : Les religions chrétiennes face aux totalitarismes [« Contro Cesare. Cristianesimo e totalitarismo nell'epoca dei fascismi »]  (trad. de l'italien), Paris, Aubier, coll. « Historique », 2013, 481 p. (ISBN 978-2-7007-0425-9)
- Soudain, le fascisme : La Marche sur Rome, l’autre révolution d’Octobre [« E fu subito regime. Il fascismo e la marcia su Roma »]  (trad. de l'italien), Paris, Gallimard, coll. « NRF Essais », 2015, 416 p. (ISBN 978-2-07-014505-8)

### Ouvrages collectifs
- Quand tombe la nuit. Origines et émergence des régimes totalitaires en Europe (1900-1934), Lausanne, L'Âge d'homme, 2001.
- Sous la direction de Stéphane Courtois, Le jour se lève : l'héritage du totalitarisme en Europe, 1953-2005, Mayenne, Éditions du Rocher, coll. « Démocratie ou totalitarisme », 2006, 493 p. (ISBN 978-2268057019)